# Yejong av Joseon
Yejong av Joseon, född 1450, död 1469, var en koreansk monark. Han var kung av Korea mellan 1468 och 1469.